# Joseph Haier
Joseph Haier (auch Jiří Haier, Joseph Hayer, Joseph Hajer, Joseph Hayr; * 1816 in Wien; † 1891 in Brünn) war ein österreichischer Maler, Zeichner und Photograph tschechischer Abstammung.
Von 1844 bis 1845 studierte er Malerei an der Akademie der Bildenden Künste in München bei Clemens von Zimmermann. Von 1848 bis 1850 war er in Olmütz tätig. 1850 ließ er sich in Brünn nieder. Seit 1864 beschäftigte er sich mit der Fotografie. Er hielt sich in Nikolsburg auf, seit den 1870er Jahren war er in Wien als Maler tätig. Er hinterließ zahlreiche Porträt- und Genrebilder in der Manier von Spätromantik.

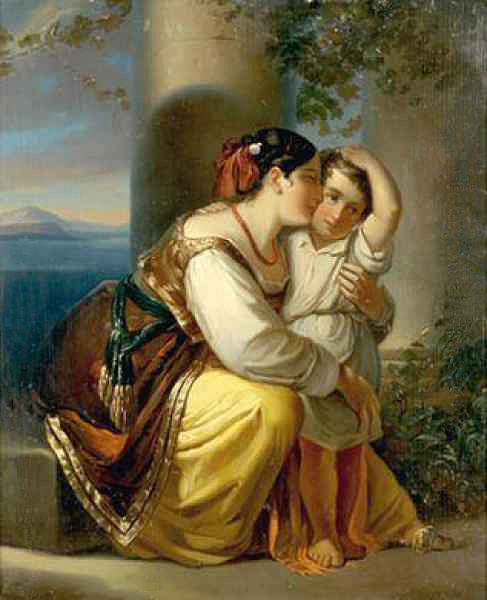
Mädchen in südländischer Tracht mit einem Kind
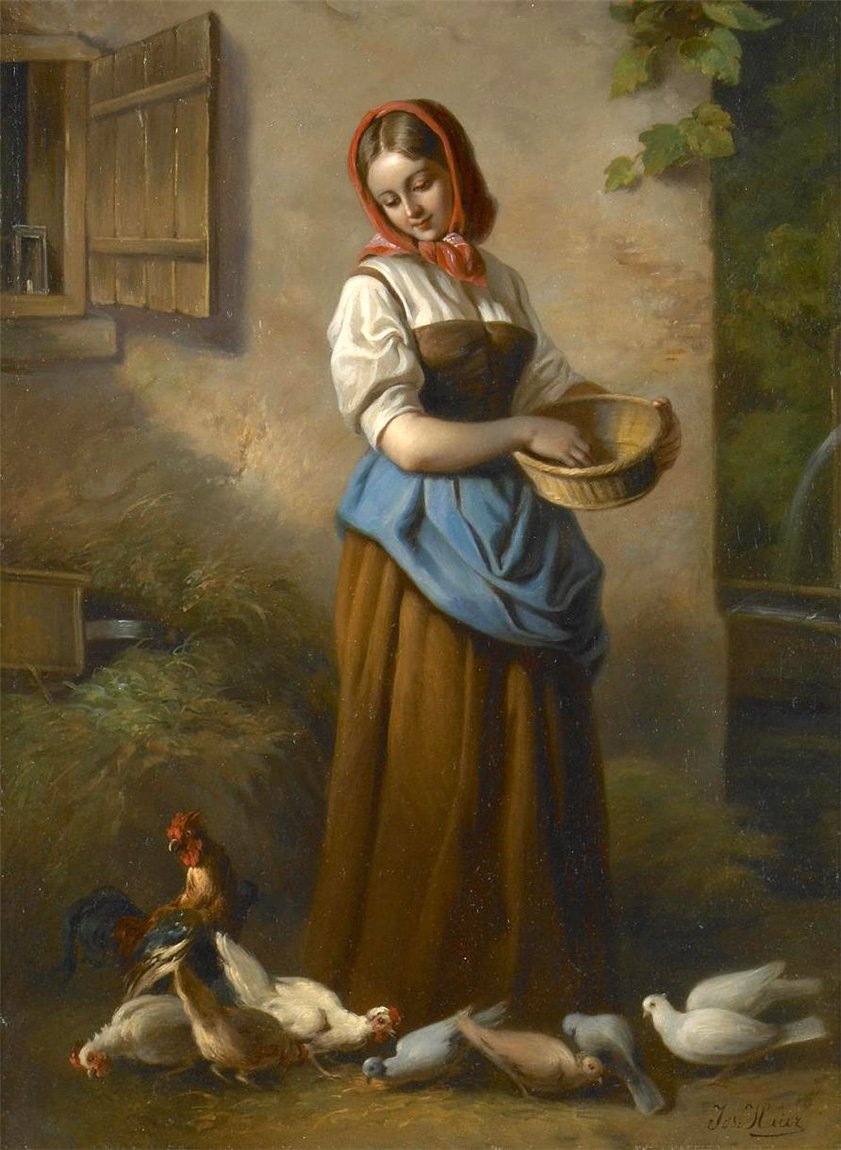
Dorfszene
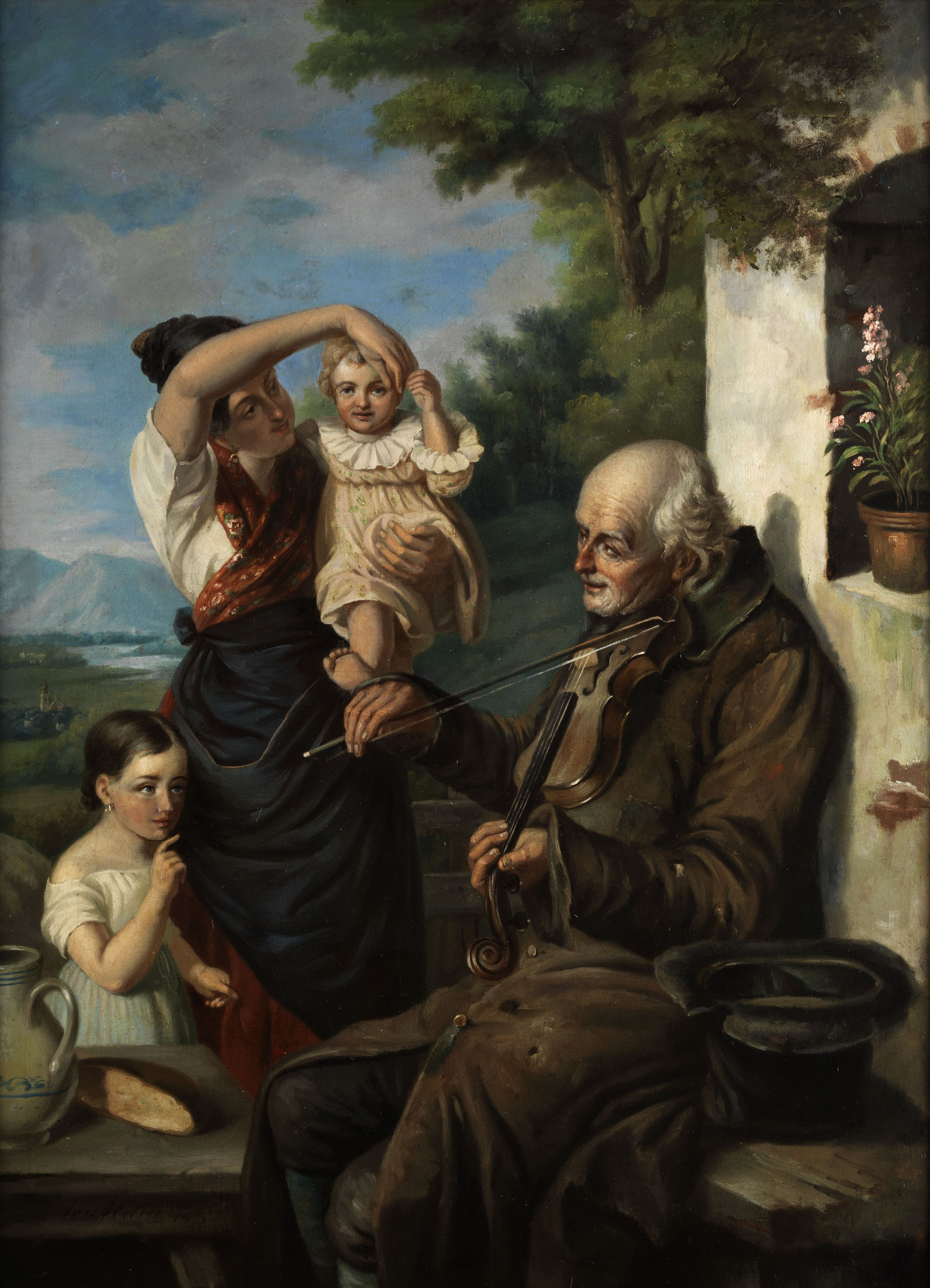
Alter Bettelmusikant
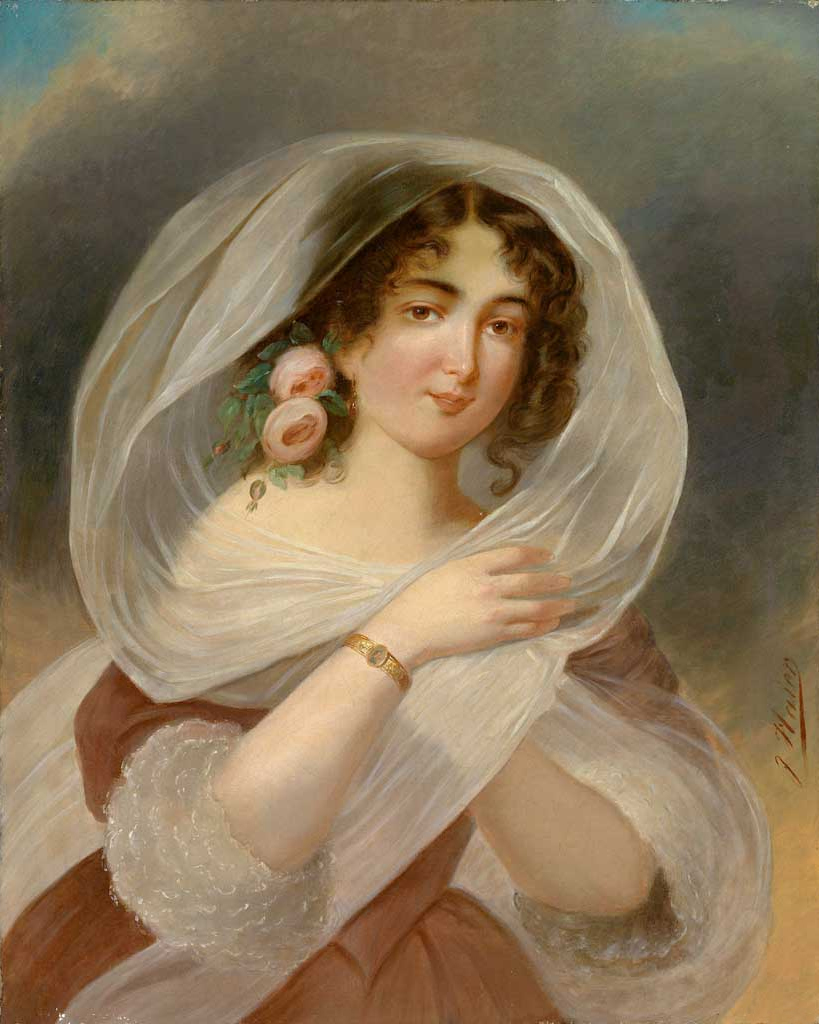
Halbbildnis einer Dame mit Rosen im Haar
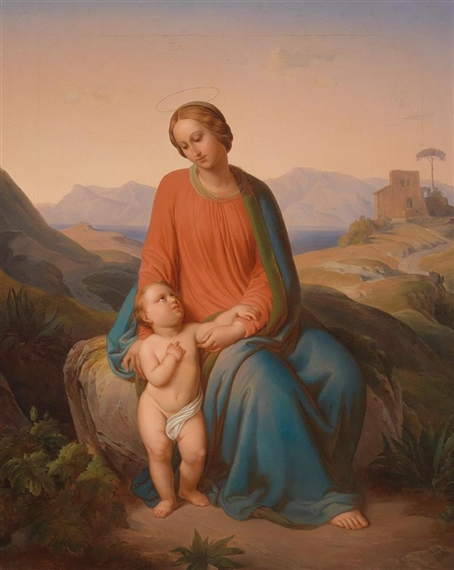
Maria mit Kind vor einer Landschaft